# G’hacktkogel
Der G'hacktkogel ist ein 2214 m ü. A. hoher Berg in der Hochschwabgruppe im österreichischen Bundesland Steiermark. Er ist eng mit dem südöstlich vorgelagerten, 2188 m ü. A. hohen G'hacktstein verbunden.

## Lage und Umgebung
Die Hochschwabgruppe ist ein verkarstetes Plateaugebirge mit Hochgebirgscharakter, wie es für den Ostteil der Nördlichen Kalkalpen typisch ist. Die Gipfel werden von einem weiträumigen System von Altflächen (im Zuge der Entstehung der Alpen im Miozän emporgehobene Flächen) umgeben, die in sich meist ein relativ sanft gewelltes Relief aufweisen. An ihren Rändern brechen diese Flächen zu den umgebenden Tälern hin jedoch in schroffen Steilwänden ab. Mit seinen 2214 m gehört der am Rand des genannten Plateaus gelegene G'hacktkogel zu den höchsten Punkten in der Hochschwabgruppe, unmittelbar benachbart sind jedoch der noch etwas höheren Zagelkogel (von dem ihn das Zagelkar trennt) und der Hochschwab selbst, sodass der G'hacktkogel vom Plateau (d. h. von Westen, Norden, Nordosten) aus betrachtet wenig imposant wirkt. Nach Südosten und Süden hin fällt er jedoch mehrere hundert Höhenmeter steil ins Trawiestal ab.

### G'hacktstein und G'hacktsteinschacht
An der Südseite des G'hacktkogels setzt ein wuchtiger Felsturm namens G'hacktstein an, der markant in den Talschluss des Trawiestals hineinragt. Sein höchster Punkt ist mit 2188 m nur wenig niedriger als der Gipfel des G'hacktkogels, von dem ihn ein wenige dutzend Höhenmeter eingetiefter Sattel trennt. Über die Ostwand des G'hacktsteins zieht sich eine markante Kluft („das G'hackte“), parallel zu dieser verläuft ein Klettersteig (siehe unten bei „Wege“). Nahe dem unteren Ende des Klettersteiges befindet sich eine kleine Quelle namens G'hacktbrunn. Auf dem nach Süden abfallenden Gipfelplateau des G'hacktsteins öffnet sich der G'hacktsteinschacht, eine 1961 erstmals befahrene Schachthöhle. Der Schacht fällt über mehrere, bis zu 60 m tiefe Stufen insgesamt 122 m ab, am Ende befindet sich der 40 mal 15 m messende Möhlerdom. Eine unerforschte Verbindung zur Zaglkar-Eishöhle wird vermutet.

## Geologie und Geomorphologie
Der Hochschwab und die ihn westlich umgebende Hochfläche, aus der der G'hacktkogel hervorragt, besteht vorrangig aus Wettersteinkalk, dieser ist leicht wasserlöslich und führt damit zu der typischen Verkarstung. Unterhalb des Wettersteinkalks befinden sich Schichten aus Werfener Schiefer, die einige Kilometer westlich des Gipfels (etwa im Bereich des Sackwiesensees) ebenfalls zutage treten. Während der Würmeiszeit war das Areal von einem Plateaugletscher bedeckt. Aufgrund geringer Eisbewegung sind die erwähnten Hochflächen nur wenig glazial überprägt. An ihren Randabstürzen und in Steilstufen zwischen den Flächen wurden jedoch Kare gebildet, die mit ihren Felswänden und Schutthalden und mit den zwischen ihnen aufragenden Graten den Hochgebirgscharakter der Gegend prägen.

## Wege
Der Nord-Süd-Weitwanderweg 05, sowie der Nordalpenweg 01 und damit auch die Europäischen Fernwanderwege E6 und E4 führen über die flache Nordflanke des G'hacktkogels, von dort aus kann der Gipfel weglos, aber leicht erreicht werden. Die Gehzeit vom Schiestlhaus an der Ostseite des Hochschwabs beträgt mit Überschreitung von dessen Gipfel etwa 1¼ Stunden. Der gängige Hochschwab-Aufstieg vom Gasthaus Bodenbauer am Ende des Ilgener Tals via Trawiestal nützt den Klettersteig durch das „G'hackte“. Eine lange Eisentreppe bildet den unteren Abschnitt, dann folgen Seilsicherungen und/oder kurze Passagen mit eisernen Tritten im Fels. Der Steig hat eine Länge von 250 Metern und ist wenig bis mäßig schwierig (Klettersteig-Schwierigkeit A/B), der Weg vom Bodenbauer bis zum Steig (knapp 3 Stunden, rund 1000 Höhenmeter) ist aber bereits für sich konditionell herausfordernd.
Auf den G'hacktstein führen keine Wege, für trittsichere Wanderer ist er vom schottrigen Sattel an der Nordseite aus begehbar.

Ansichten
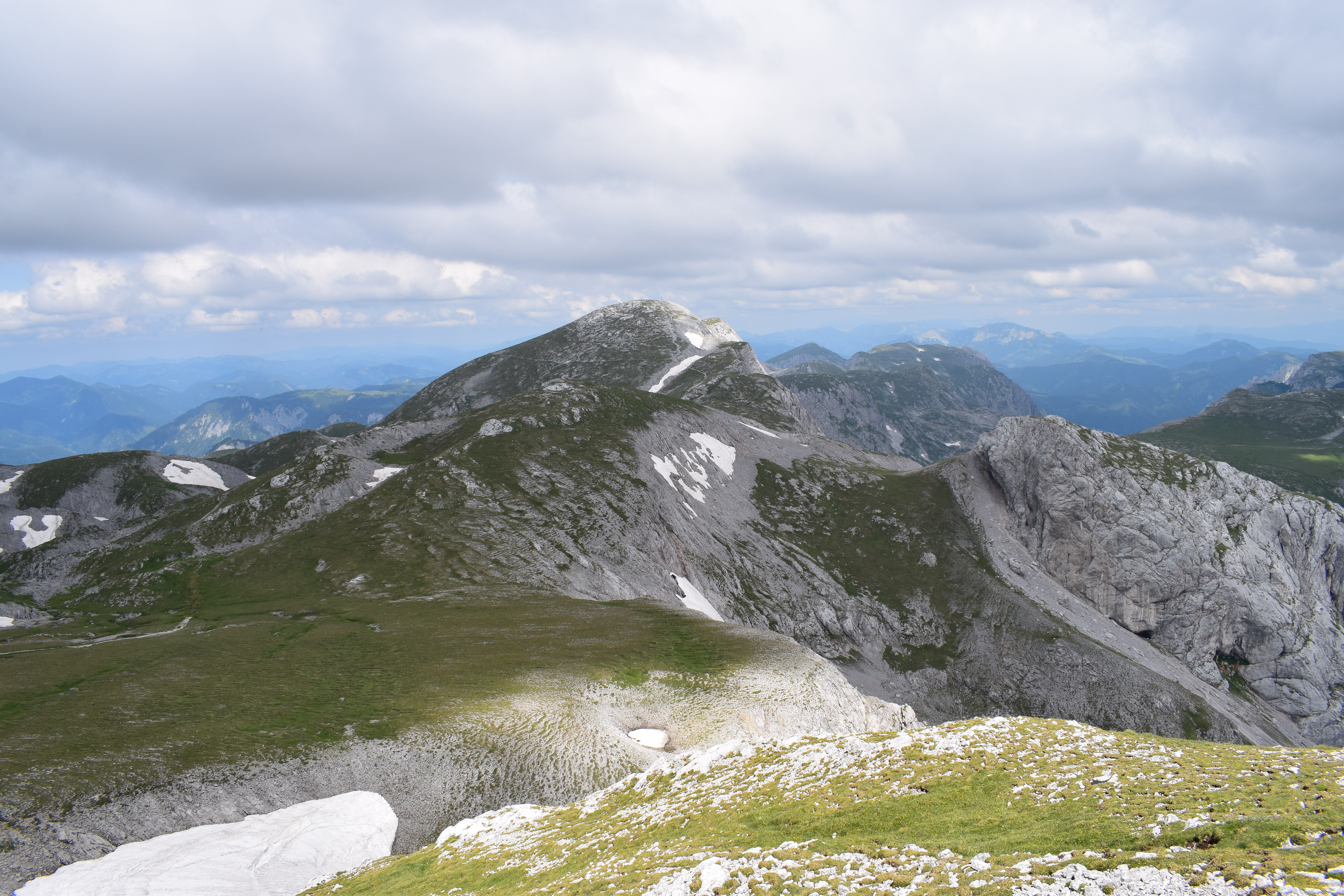
Blick vom Zagelkogel nach Nordosten auf G'hacktkogel und G'hacktstein, dahinter der Hochschwab
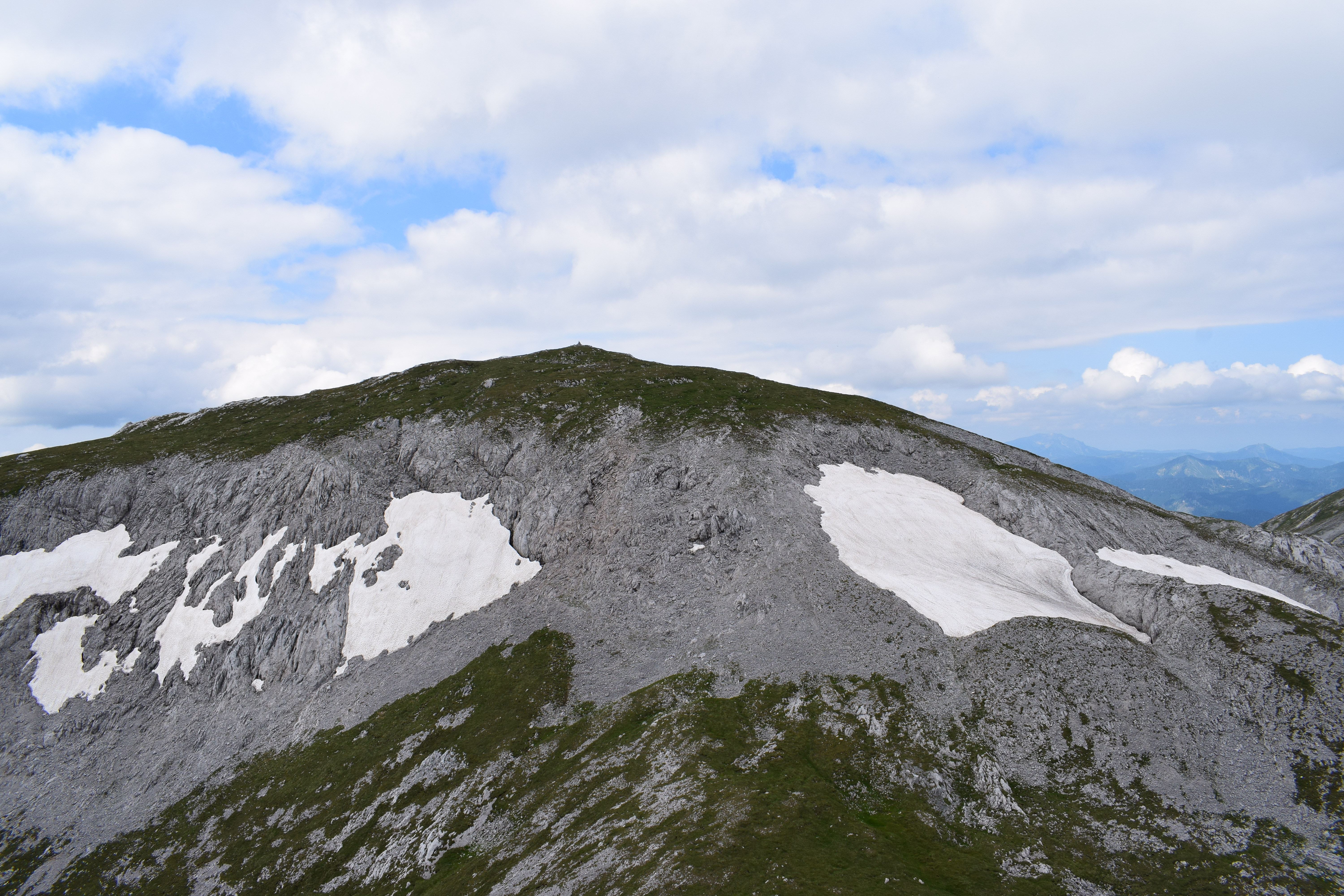
Blick vom G'hacktstein nach Norden über den Sattel zum Gipfel des G'hacktkogels
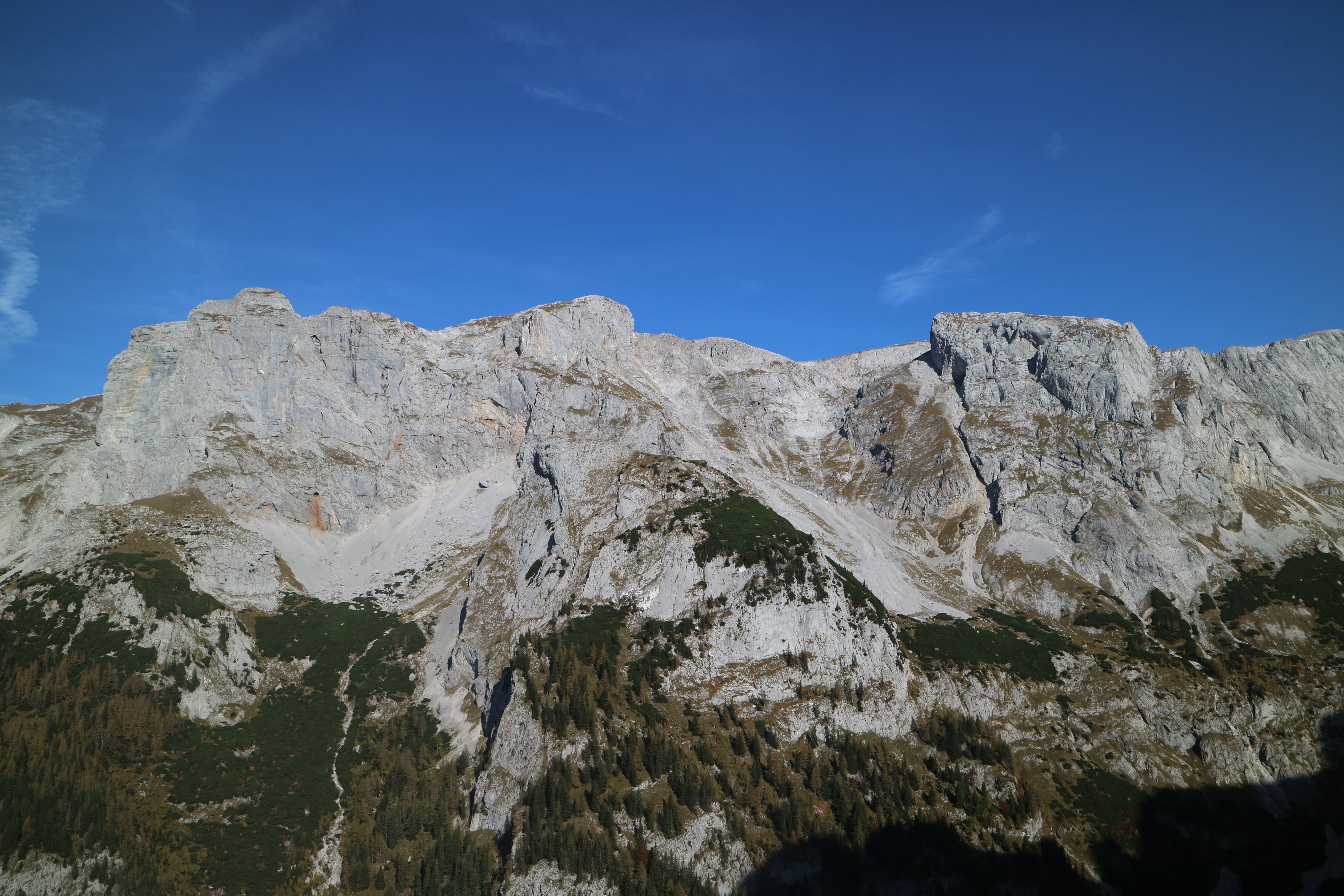
Blick von Süden auf v. l. n. r. Stangenwand, Zagelkogel und G'hacktstein
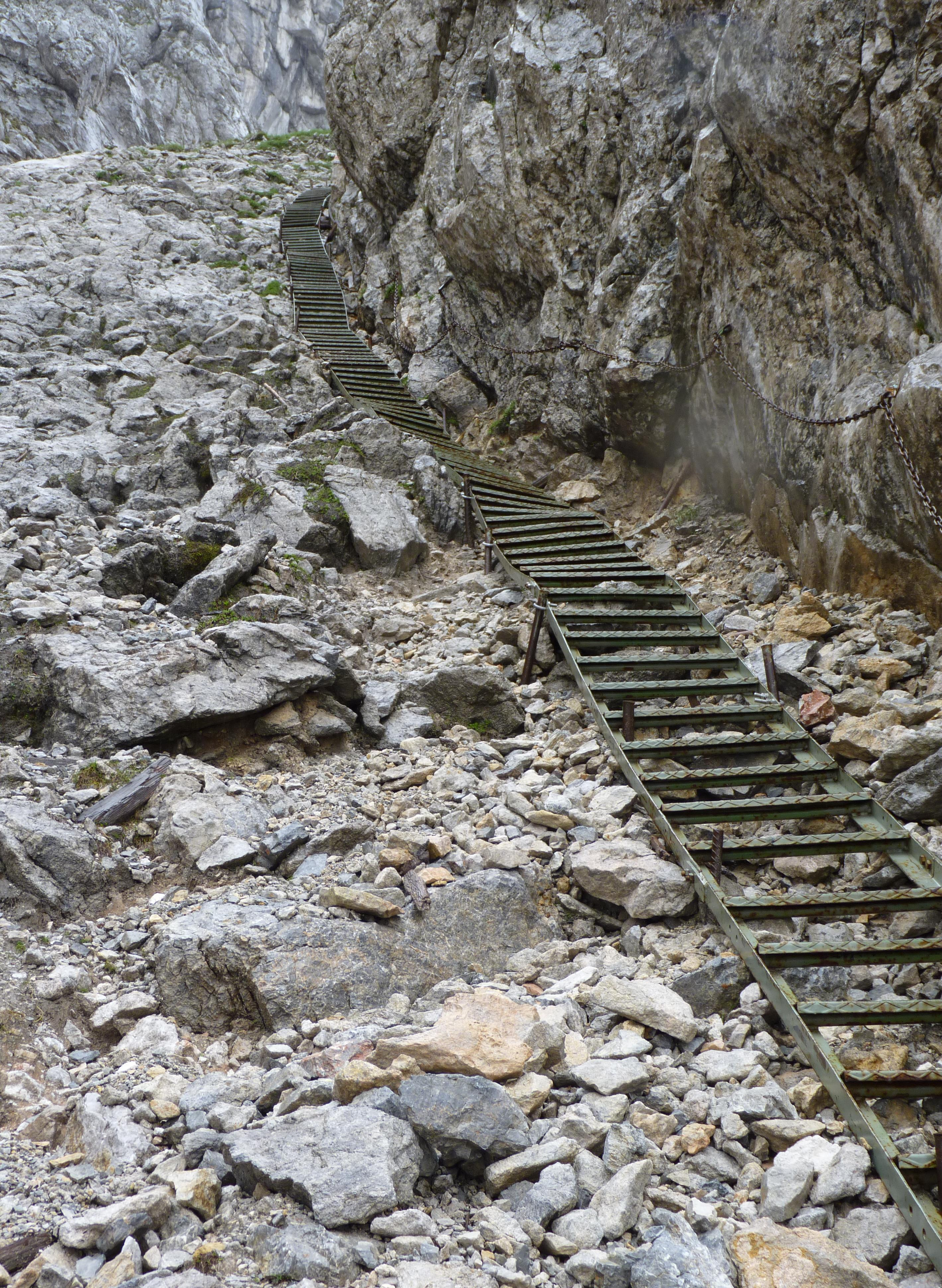
Treppe am Beginn des Klettersteigs durch das G'hackte